# Triglitz
Triglitz település Németországban, azon belül Brandenburgban. Lakosainak száma 523 fő (2023. december 31.).

## Népesség
A település népességének változása:
| Lakosok száma | 502  | 502  | 490  | 513  | 523  |
|               | 2017 | 2019 | 2021 | 2022 | 2023 |